# 7월 3일
7월 3일은 그레고리력으로 184번째(윤년일 경우 185번째) 날에 해당한다.

## 사건
- 1778년 - 바이에른 왕위 계승 전쟁 시작. (별칭 감자전쟁)
- 1863년 - 게티즈버그 전투 3일째, "피켓의 돌격". 북군이 최종적으로 승리.
- 1863년 - 미국 남북전쟁 중 게티즈버그 전역: 페어필드 전투
- 1890년 - 아이다호주가 미국의 43번째 주로 가입하였다.
- 1937년 - 빅토르 스타루힌이 노히트 노런을 달성하다.
- 1988년 - 이란 항공 655편 격추 사건이 발생했다.
- 1991년 - 벨로루시 소비에트 사회주의 공화국이 소비에트 연방에서 독립하고 이름을 벨라루스로 바꾸었다.
- 2010년 - 인천대교 버스 추락 사고 발생. (차종 현대 유니버스)
- 2013년 -
  - 인도네시아 수마트라섬 아체주에서 규모 6.1의 강진이 발생 최소 22명이 사망하고 200여명이 부상당하였다.
  - 긴급조치 9호위반 혐의로 실형을 선고받은 고 김대중 전 대통령과 문익환 목사가 36년만에 무죄를 받았다.
- 2014년 -
  - 브라질 벨루오리존치에서 고가도로가 붕괴되어 20여명이 죽거나 부상당하였다.
  - 울산광역시 동구 동북동쪽 40km 해역에서 2.6의 지진이 발생하였다. 하지만 해상에서 발생한 지진이라 피해는 없었다.
- 2016년 - 이라크 바그다드에서 폭탄테러가 발생해 290명 이상 사망, 225명 이상이 부상을 입었다.
- 2018년 - 나집 라작 전 말레이시아 총리가 퇴임한 지 두 달 만에 부패 혐의로 기소됐다. 그는 세 건의 형사상 배임과 한 건의 권력 남용 혐의를 받고 있다. 그는 모든 혐의에 대해 무죄를 주장했으며 보석으로 풀려난 상태다.

## 문화
- 1978년 - 대한민국의 처음 컬러 TV가 방송되다.
- 1997년
  - 붕괴됐던 성수대교가 재개통됐다.
  - 대한민국 최초의 5인조 여성그룹 베이비복스가 데뷔했다.
- 2012년 - MBC TV의 월화드라마 빛과 그림자 마지막 방송.
- 2016년 - 강남순환도로가 개통되었다.
- 2022년 - LG 트윈스의 박용택 선수가 은퇴하였다.

## 탄생
- 1423년 - 프랑스의 왕 루이 11세. (~1483년)
- 1518년 - 명나라의 의사 이시진. (~1593년)
- 1534년 - 조선의 제13대 국왕 명종. (~1567년)
- 1619년 - 조선의 제17대 국왕 효종. (~1659년)
- 1854년 - 체코의 작곡가 레오시 야나체크. (~1928년)
- 1874년 - 스웨덴의 고고학자 요한 군나르 안데르손. (~1960년)
- 1883년 - 체코의 소설가 프란츠 카프카. (~1924년)
- 1897년 - 미국의 수학자, 필즈상 수상자 제시 더글러스. (~1965년)
- 1917년 - 대한민국의 목사 강원용. (~2006년)
- 1918년 - 대한민국의 배우 지계순. (~1990년)
- 1924년 - 싱가포르의 제6대 대통령 S. R. 나산. (~2016년)
- 1927년 - 영국의 영화 감독 켄 러셀. (~2011년)
- 1930년 - 중화인민공화국의 배우 구펑. (~2025년)
- 1933년
  - 대한민국의 정치인 한병채.
  - 독일의 사업자이자 바덴가의 수장 막시밀리안 폰 바덴 변경백. (~2022년)
- 1937년 - 영국의 극작가 톰 스토파드.
- 1938년 - 대한민국의 군인 겸 정치인 김진영.
- 1940년
  - 대한민국의 방송연출가 유길촌. (~2022년)
  - 폴란드의 정치인 예지 부제크.
- 1943년 - 대한민국의 시인 오탁번. (~2023년)
- 1946년 - 홍콩의 무술가 겸 보디빌더 볼로 영.
- 1947년
  - 대한민국의 교육학자 문용린. (~2023년)
  - 네덜란드의 전 축구 선수 로프 렌센브링크. (~2020년)
- 1949년 - 대한민국의 대학 교수 겸 정치가 나상기.
- 1950년 - 대한민국의 정치인 정동채.
- 1952년 - 미국의 가수 로라 브래니건. (~2004년)
- 1955년 - 대한민국의 배우 홍요섭.
- 1956년
  - 대한민국의 아나운서 박영만.
  - 미얀마의 정치인, 총리 민 아웅 흘라잉.
- 1957년 - 대한민국의 성우 김정애.
- 1958년
  - 대한민국의 배우 이원발.
  - 독일의 기업인이자 화학기업 바스프의 회장 쿠르트 보크.
- 1959년 - 대한민국의 드라마 작가 박현주.
- 1961년
  - 대한민국의 성악가 신영옥.
  - 대한민국의 프로듀서 김환균.
  - 대한민국의 공무원·정당인 김유찬.
  - 대한민국의 변호사, 검사 임수빈.
- 1962년 - 미국의 배우 톰 크루즈.
- 1964년
  - 프랑스 태생의 미국 배우 야들리 스미스.
  - 미국의 영화 감독 페이턴 리드.
  - 일본의 성우 사쿠라이 토시하루.
  - 대한민국의 정치인 김종훈.
- 1966년 - 대한민국의 정치인 김성하.
- 1967년
  - 대한민국의 산악인 고미영. (~2009년)
  - 러시아의 배우 알렉세이 세레브랴코프.
- 1968년 - 대한민국의 정치인, 기초의원 최명관. (~2023년)
- 1970년 - 일본의 성우 나가시마 유코.
- 1971년
  - 오스트레일리아의 저널리스트 줄리언 어산지.
  - 대한민국의 영화 감독 김지훈.
  - 영국의 배우 베네딕트 웡.
- 1972년 - 미국의 배우 맷 슐즈.
- 1973년
  - 대한민국의 전 야구 선수, 현 야구 코치 김창희.
  - 대한민국의 전 야구 선수 김봉희.
  - 미국의 배우, 영화감독 패트릭 윌슨.
- 1974년
  - 타이완의 영화 배우 권이봉.
  - 대한민국의 농구 선수 김태진.
- 1975년 - 미국의 배우 라이언 맥파틀린.
- 1977년 - 대한민국의 작가 이지은.
- 1978년
  - 대한민국의 아나운서 김보민.
  - 일본의 전 축구 선수 다무라 나오히로.
- 1979년
  - 프랑스의 배우 뤼디빈 사니에.
  - 대한민국의 배우 손희승.
- 1980년
  - 대한민국의 배우 반민정.
  - 대한민국의 농구 선수 전태풍.
- 1981년 - 캐나다의 배우 다이애나 방.
- 1982년
  - 대한민국의 배우 이시언.
  - 대한민국의 야구 선수 김경수.
  - 대한민국의 전 야구 선수 황규택.
- 1983년
  - 대한민국의 아나운서 이자연.
  - 일본의 전 축구 선수 히라마쓰 다이시.
  - 대한민국의 사격 선수 한승우.
- 1984년 - 일본의 성우 하나무라 사토미.
- 1985년 - 불가리아의 가수 제나.
- 1986년
  - 대한민국의 축구 선수 김효기.
  - 대한민국의 가수 써니. (바버렛츠)
  - 스웨덴의 축구 선수 올라 토이보넨.
  - 일본의 펜싱 선수 나카노 노조미.
  - 프랑스의 체조 선수 토마 부엘.
- 1987년
  - 독일의 자동차 경주 선수 제바스티안 페텔.
  - 대한민국의 희극인 장윤석.
- 1989년
  - 일본의 야구 선수 이노우에 세이야.
  - 프랑스의 권투 선수 마티외 보데를리크.
- 1990년
  - 대한민국의 가수 박태진.
  - 카타르의 축구 선수 루카스 멘데스.
  - 미국의 배우 맷 와인버그.
- 1991년
  - 대한민국의 축구 선수 남태희.
  - 러시아의 테니스 선수 아나스타시야 파블류첸코바.
  - 영국의 펜싱 선수 제임스앤드루 데이비스.
  - 일본의 가수 이타노 도모미 (AKB48).
  - 대한민국의 가수, 뮤지컬 배우, 방송인 신인선.
- 1992년
  - 일본의 가수 스도우 마아사 (Berryz코보).
  - 일본의 유도 선수 하라사와 히사요시.
- 1993년
  - 대한민국의 가수 로이 킴.
  - 대한민국의 전 육상 선수 조재원.
- 1994년
  - 대한민국의 전 가수, 작곡가 최준원.
  - 대한민국의 야구 선수 김인태.
- 1995년
  - 대한민국의 래퍼 먼치맨.
  - 대한민국의 힙합 래퍼 겸 프로듀서 제레미 퀘스트.
  - 프랑스의 축구 선수 마이크 메냥.
  - 대한민국의 리그 오브 레전드 프로게이머 노바.
- 1998년 - 대한민국의 가수 김동한 (JBJ).
- 1999년
  - 대한민국의 축구 선수 김강민.
  - 대한민국의 종합격투기 선수 이예지.
  - 대한민국의 축구 선수 김민우.
- 2000년 - 대한민국의 축구 선수 김성민.
- 2002년 - 대한민국의 축구 선수 손호준.
- 2003년
  - 대한민국의 댄서 조은빈.
  - 대한민국의 배우 이웅재.

## 사망
- 683년 - 제80대 로마의 교황 교황 레오 2세. (611년~)
- 710년 - 당나라의 제4대 황제 당 중종. (656년~)
- 1642년 - 프랑스의 왕비 마리 드 메디시스. (1573년~)
- 1950년 - 대한민국의 독립운동가 이관술. (1902년~)
- 1968년 - 중화민국의 장군 왕야오우. (1904년~)
- 1971년 - 미국의 가수 짐 모리슨. (1943년~)
- 1984년 - 조선민주주의인민공화국의 예술인 강호. (1908년~)
- 1994년 - 오스트레일리아의 테니스 선수 루 호드. (1934년~)
- 2011년 - 대한민국의 언론인 김상기. (1918년~)
- 2015년 - 미국의 배우 어맨다 피터슨. (1971년~)
- 2016년
  - 대한민국의 군인이자 정치인 박준병. (1933년~)
  - 대한민국의 작곡가 전오승. (1923년~)
- 2020년 - 영국의 영화배우 얼 캐머런. (1917년~)
- 2022년 - 미국의 화학자 로버트 컬. (1933년~)
- 2025년
  - 남아프리카 공화국의 정치인 데이비드 마부자. (1960년~)
  - 미국의 영화배우 마이클 매드슨. (1957년~)
  - 미국의 야구인 빌리 헌터. (1928년~)
  - 포르투갈의 축구인 안드레 실바. (2000년~)
  - 포르투갈의 축구인 디오구 조타. (1996년~)

## 기념일
- 독립기념일: 1944년 나치가 점령한 민스크의 해방을 기념하는 날. 벨라루스

## 같이 보기
- 전날: 7월 2일 다음날: 7월 4일 - 전달: 6월 3일 다음달: 8월 3일
- 음력: 7월 3일
- 모두 보기